# Iglesia de Nuestra Señora Reina del Universo (Barbados)
La Iglesia de Nuestra Señora Reina del Universo (en inglés: Our Lady Queen of the Universe Church) también llamada «Iglesia Católica de Nuestra Señora Reina del Universo», es un templo que pertenece a la Iglesia Católica y se encuentra ubicado en la localidad de Black Rock en St. Michael una de las divisiones administrativas de la nación caribeña de Barbados, en las Antillas Menores.
El templo fue establecido formalmente en 1959, como su nombre lo indica fue dedicada a la Virgen María en su advocación de Reina del Universo, una creencia católica de que María es Reina y Señora de todo lo creado, como Madre de Dios. Sigue el rito romano o latino y esta bajo la jurisdicción de la Diócesis católica de Bridgetown con sede en la capital del país. Todas las misas y servicios religiosos se ofrecen en inglés.